# História de Caracas

Primeiro Selo de Armas que existiu na Capitanía da Venezuela foi o concedido por Felipe II, a 4 de setembro de 1591, à cidade de Santiago de Leão de Caracas, e o título de Muito Nobre e Leal Cidade, com tratamento de Señoría e Mordomia, e preeminência de Grande, como cabeça e metrópole da Província da Venezuela. O Escudo de Armas consiste em: um leão pardo rampante, num campo de prata, que tem entre os seus braços uma venera de ouro com a cruz de Santiago, e por timbre uma coroa de ouro com cinco pontas, todo envolto com troféus de guerra.
Por Real Cédula de Carlos III, a 13 de março de 1766, concede-se ao Escudo de Armas de Caracas, levar uma orla com a seguinte inscrição:
"Ave María Santísima, sin pecado concebida, en el primer instante de su ser natural".

Caracas, oficialmente Santiago de León de Caracas, é a Capital Federal da Venezuela, bem como o seu centro administrativo, financeiro, comercial e cultural, além de sede do Governo da Nação.
Os espanhóis descobriram a costa venezuelana no século XV, durante 1498 e começaram com a sua colonização nestas regiões. Mas não foi apenas até ao século XVI, em 1558, que se aventuraram a expandir a sua colonização a outras áreas, fazendo-se a primeira tentativa no que hoje é conhecido como a cidade de Caracas. Antes da chegada dos espanhóis, o território onde hoje se encontra a cidade estava habitado por indígenas caribes. Estes ao igual que outros aborígenes da Venezuela eram defensores da sua liberdade, das suas tradições e dos seus costumes familiares.
O nome Caracas vem da tribo que habitava um dos vales litorais contíguos à actual cidade pelo norte, o Vale dos Caracas, topónimo ainda vigente, que por ser de índios conhecidos e já tratados pelos espanhóis assentados na ilha de Cubagua em suas expedições escravistas a essa costa entre 1528 e 1540. Fez-se palavra usual entre estes espanhóis do oriente do país como topónimo de referência para toda a zona e com isso se generalizou o nome às terras do área de Caracas.

## Crescimento de Caracas
A cidade experimentaria um grande crescimento dando oportunidades e riquezas convertendo-se 10 anos após a sua fundação em sede da província, já que devido ao clima e a sua efectiva defesa montanhosa contra corsários e piratas, o governador Juan de Pimentel fá-la a sua residência, quando chega em 1576 à Venezuela desembarcando em Caraballeda, cidade vizinha na costa. Dita residência em Santiago de León implicou na prática a terceira mudança da capital administrativa da província da Venezuela, de Coro na costa ocidental do país (cidade fundada em 1527) a El Tocuyo em 1545 e depois a Caracas em 1578.
Desde então esta cidade manteve a capitalidade da província da Venezuela ou de Caracas e no final do século XVIII, com as mudanças administrativas realizado pelo Império espanhol o seria da Capitania Geral da Venezuela, conformada pelas Províncias de Nova Andaluzia (Cumaná), Província de Mérida-Maracaibo, Província de Trinidad, Província de Margarita, Província de Barinas, Província de Guayana e a própria Província de Caracas ou de Venezuela,

## Primeiro plano da cidade

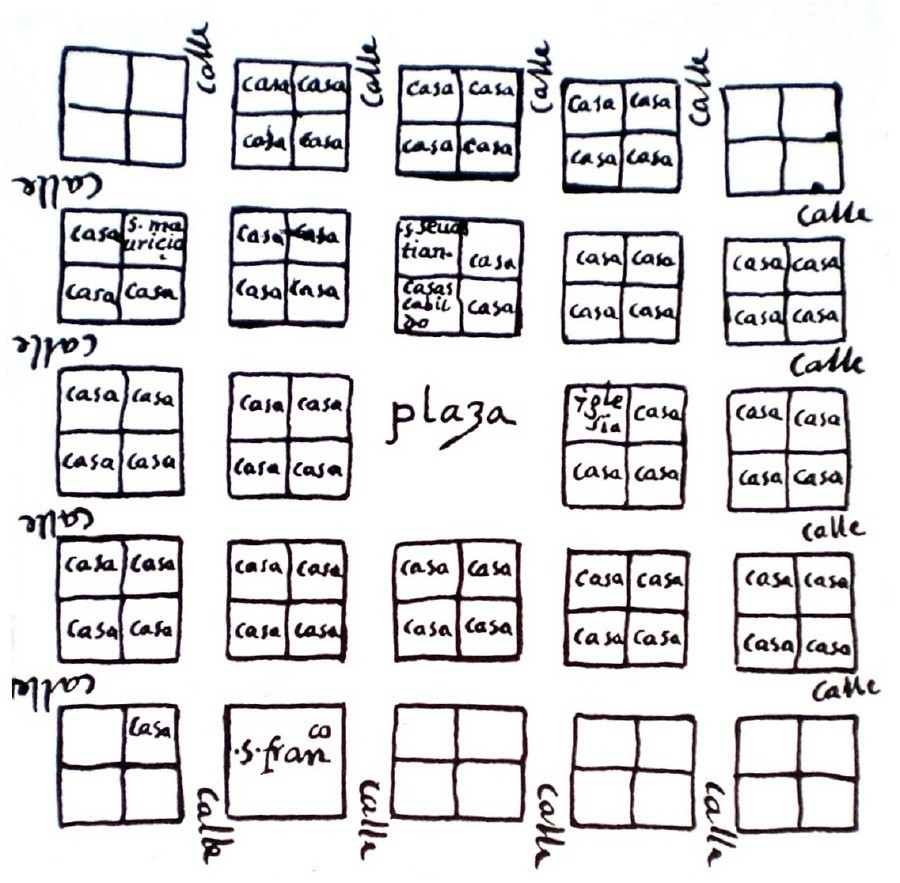
Primeiro plano de Caracas

Já em 1577 o próprio Juan de Pimentel tinha desenhado o primeiro plano urbano da cidade, desenhado de acordo com as Ordens de Felipe II que estabeleciam minuciosamente as dimensões das ruas, praças, quadras ou manzanas e a disposição ortogonal de toda a cidade, indicando a forma como deveria alargar com o tempo. Em 1568 a cidade nasce com ao redor de 40 vizinhos.
Em 1576 chegam os primeiros franciscanos a fundar o convento de San Francisco e para 1600 a igreja de San Francisco, anexa ao convento, de calicanto e pedra sólida, já dominava a paisagem da cidade, deixando em segunda ordem à antiga Igreja Maior, atualmente Catedral de Caracas.
O Plano de Pimentel de 1578, único que se conserva da traça da cidade até 1760, mostra uma pequena cidade castelhana ordenada por quadras em grade com 4 ruas e 25 quadras ao redor de uma Praça Maior, como era norma nas cidades hispanas das Índias.
A Contadoria Real lembra-se transladá-la de Barquisimeto a Caracas em 1586, fazendo então a Caracas sede também da Real Fazenda da província.
O bispo Ágreda translada-se a Caracas para 1576 e ali vive até à sua morte em 1583.

## Fundações

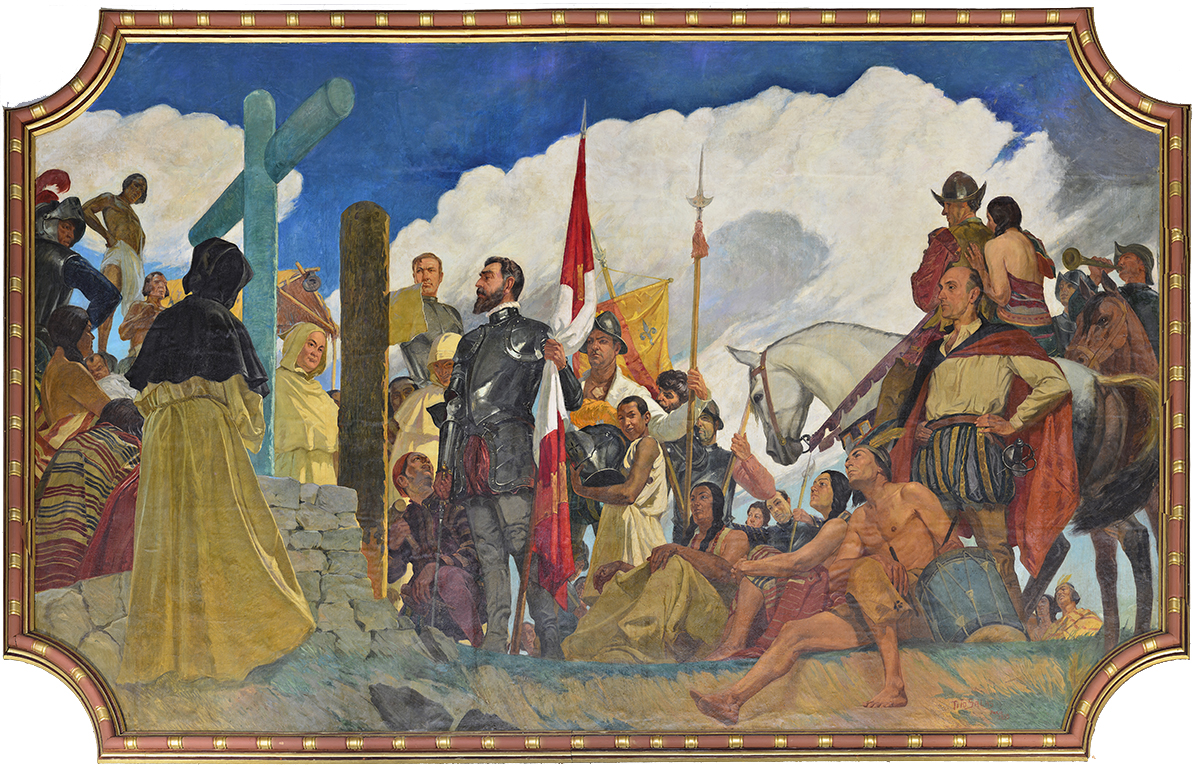
Fundação de Caracas, obra de Tito Salas no Panteão Nacional

Em 1595 a cidade é tomada por uma única vez na sua história pelo corsário inglês Amyas Preston, que depois de desfrutar o seu delicioso ar fresco, a queima reduzindo-a a cinzas.
Em 1597 funda-se o Convento de San Jacinto, no canto actual desse nome.
Em 1636 o Convento de Freiras, no actual canto de Freiras, sede da Assembleia Nacional.
Por essa época 5 grandes adequas de água baixavam do rio Catuche à Caixa de Água, ou depósito de água, percorrendo as quadras de norte a sul, para satisfazer as necessidades hidricas dos solares e vizinhos.
Em 1641 ocorre o destructivo Sismo de San Bernabé, que acabou com todo o construído até então na cidade. A reconstrução será lenta e trabalhosa.
A cidade enriquece-se e melhora com o comércio de cacau que os Mantuanos fazem com o México. Uma antiga mordomia real, obtida em 1560, antes da fundação da cidade, permite com o tempo aos prefeitos de Caracas governar "em nome do rei" quando o governador titular falece, e exercer até à chegada do novo governador, o que faz na prática -a estes prefeitos- Governadores temporários da província. Mordomia que exerceram muitas vezes, na contramão de outros governadores provisórios que enviava a Real Audiência de Santo Domingo para suprir enquanto a ausência do novo titular que tinha que vir da Espanha.
Em 1655 os mercedários fundam definitivamente convento, depois de várias tentativas prévias, e constroem a Igreja da Graça, ao norte da cidade.
Em 1678 uma muralha defensiva de recinto começa-se a fabricar, circundando a cidade, pelo temor aos corsários franceses que mais de uma vez têm tentado a tomar, ainda que não passaram nunca do porto de La Guaira.
Aos restos deste projecto de muralha e defesas militares que jamais se terminou se devem nomes de cantos de Caracas que ainda perduram, como as de Luneta e o canto do Reduto.
A inícios do século XVIII um novo bairro de islenhos canários, a La Candelaria, ao leste da cidade, alberga grande parte dos imigrantes canários que como "Blanco de orilla" faziam os trabalhos que desprezavam os Mantuanos, ou brancos originários, filhos dos descendentes dos conquistadores.
Em 1723 um patrício mantuano, José de Oviedo y Baños, publica a célebre História da conquista e população da Província da Venezuela, primeiro obra bibliográfica criola, na que se narra épicamente as origens e fundação de Caracas.
A peste de variola de 1760-65 acaba com grande parte dos habitantes dos bairro pobres da cidade.
A inícios do século XIX a cidade contava com ao redor de 30.000 habitantes.
Realmente as duas grandes explosões demográficas e urbanísticas produziram-se no século XVIII e em 1950, esta última a mais impressionante e causante da actual estética urbanística da cidade.

## Sismos de Caracas

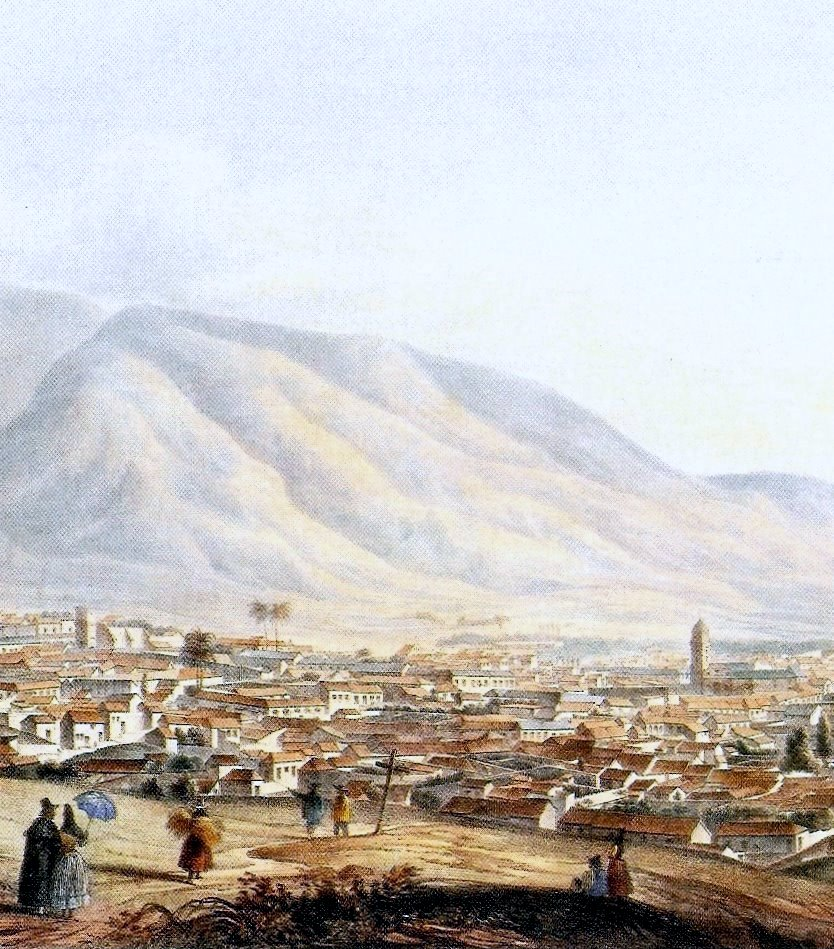
Vista de Caracas (1839)

A cidade tem sofrido de vários sismos ao longo da sua história. Além do sismo de San Bernabé em junho de 1641, e o de 1786, o 26 de março de 1812 a cidade foi destruída quase na sua totalidade e morreram mais de 10.000 pessoas, o sismo de Caracas a 29 de outubro de 1900 e no de 1967 morreram 277 pessoas e numerosos edifícios sofreram danos.
A raiz do sismo de 1812, em plena Guerra da Independência da Venezuela, as autoridades religiosas, pro realistas em sua imensa maioria, aproveitavam o fenómeno para sugestionar ao povo, argumentando que o sismo era um castigo divino contra os patriotas que tentavam emancipar a Venezuela, ao que Bolívar compreendendo o perigo de tão nociva propaganda a favor do rei espanhol, indignado respondeu com a célebre exclamação:
Depois do desastre do sismo de 1812 e os estragos da Guerra da Emancipação e Federal, para o último terço do século XIX, Antonio Guzmán Blanco, um presidente ilustrado e influenciado pelo afrancesamento geral da época, impulsiona uma série de mudanças urbanas e construções novas, derrubando os velhos e formosos conventos de estilo hispano e construindo em seu lugar edifícios como o Capitolio Nacional ou Palácio Federal Legislativo (sede da actual Assembleia Nacional), a Universidade de Caracas e outras construções cívicas, dando à cidade o ar de eclecticismo neoclássico actual em suas mais antigas edificações sobreviventes.

## Personagens ilustres
Caracas é berço de Simón Bolívar, o Libertador da América, quem nasceeu numa casa entre os cantos de San Jacinto e Traposos a 24 de julho de 1783 e desse-lhe a liberdade a seis países sul-americanos. Na actualidade, a sua casa natal é conservada como museu. Outros filhos célebres de Caracas são Francisco de Miranda, hispanoamericano universal precursor da independência da América, além de ser o único americano que aparece no histórico Arco do Triunfo de Paris, França. Também figuram Andrés Belo, fundador da Universidade de Chile e Simón Rodríguez, quem por aqueles tempos de liberdade se desempenhou como ministro da cultura da nascente Bolívia; estes dois últimos foram mestres do Libertador.

## Quatricentenário da Fundação
A polémica suscitada na Comissão organizadora do Quatricentenário da Fundação de Caracas anteriormente a 1967, sobre a data de fundação da cidade capital, originou uma série de opiniões que os historiadores de então expuseram nas sessões da Academia Nacional da História. Nas reuniões, discutiram-se conclusões que por muito bem documentadas e apoiadas que estivessem em velhos dados cabildantes e escritos cronísticos, não todos de confiabilidade, nenhuma arrojou novas luzes sobre a data exacta da fundação.
A conferência da “Fundação John Boulton”, baseada no Acta do Cabildo caraquenho da 14 de abril de de 1590 e outros documentos, que de imprecisos se podem catalogar, já que não refletem nem no dia nem no ano da fundação, apontava estabelecer no ano 1566.
A maioria dos palestrantes e pesquisadores que conformavam a Comissão Organizadora, em sessões anteriores a 1967 (excepto Luis R. Oramas) fazem tímidas referências à fundação do ato de Francisco Fajardo e ao acto protocolar de Juan Rodríguez Suárez de converter em “vila de San Francisco” ao ato de Fajardo, mas quase todos os palestrantes defendem acaloradamente a data fundadora de 1567 e a Diego de Losada como o indiscutível fundador da capital da Venezuela.

Apesar do empenho, a documentação empregada para estas modernas afirmações, não se pode dar como fiável, já que os dados refletidos, tanto históricos como municipais, se assentaram muitos anos após o acto fundador, e logicamente os seus possíveis erros, vaguedades e imprecissões (unido a que as primeiras actas do Cabildo caraquenho que se conservam são de 1573, e que ademais foram copiadas durante o século XVIII e se perderam os originais), em nada esclarecem a data fundadora de 25 de julho de 1567, já que na comunicação que o governador Ponce de León envia a Espanha a 15 de dezembro desse mesmo ano, e sem mencionar a palavra fundação, simplesmente diz que: 
Sem dar-lhe mais voltas à data refundadora de Losada, já que é impossível conhecê-la, estabelece-se que os verdadeiros artífices da criação da capital venezuelana foram Francisco Fajardo e Juan Rodríguez Suárez, porque à ligereza de Oviedo e Baños, se deve hoje o erro de que se siga assegurando que Diego de Losada é o fundador de Caracas, já que quando dom José escreveu a sua «História da conquista e população da Província da Venezuela», em vez de chamar “refundador” a Losada, como tinham feito os cabildantes e os velhos cronistas Aguado e Simón, generosamente imortalizou ao zamorano como fundador do assento caraquenho.
Nos preliminares da fundação de Caracas, existem notícias e razões evidentes de que Francisco Fajardo e Juan Rodríguez Suárez são os verdadeiros fundadores da capital venezuelana. Entre os documentos existentes para apontar esta hipótese, podem consultar-se a relação que o governador Juan de Pimentel envia ao rei em 1578, onde não menciona que Diego de Losada seja o fundador de Caracas e Caraballeda. É essa relação pode-se ler o seguinte:
Segundo desprende-se do anterior, Losada, não fundou nenhuma cidade, senão que reedificoue repovoou os dois enclaves que os índios tinham destruído quatro ou cinco anos antes: a vila de San Francisco e a aldeia costeira do Collado, que ainda que depois foram abandonados e arrasados, já existiam desde 1561. Esta pode ser a razão de que não exista o acta de fundação de Caracas, já que a cidade capital estava fundada desde 1561; primeiro como ato estabelecido por Francisco Fajardo, e depois convertida em vila por Juan Rodríguez Suárez, que nomeou prefeitos e regidores e repartiu terras entre os seus soldados. Quando Losada e seus homens chegaram ao lugar em 1566 ou 67, encontraram os alicerces e as cinzas da primitiva população.